# Sd Kfz 263
Sd Kfz 263 (8-Rad)は、1938年～1943年にドイッチュ・ヴェルケ社により240輌が生産された、ドイツ国防軍の指揮用8輪重装甲無線車である。ドイツ語では Schwerer Panzerfunkwagen Sd.Kfz.263 (8-Rad) と表記される。本車の採用以前に、同じ形式番号を持つ暫定的な6輪重装甲車シリーズもあったが、こちらはSd Kfz 263 (6-Rad)と呼ばれ、砲塔を固定し20mm機関砲を撤去したものが1937～38年の間に28輌生産された。

## 概要
Sd Kfz 232から砲塔を撤去、車体上部を延長した形の構造物を溶接し、天井が高く車内が広くなり、装甲は前面18mmと若干厚くなっている。
固定武装は前方に据え付けられたMG34 7.92mm機銃一挺のみで、他にピストルポートから発砲するためのMP38またはMP40機関短銃を搭載していた。また作戦会議用の小型机も装備されている。乗員は一名増えて五名となった。
無線機はFu.G.m.Pz.Fu.Tr.a(mot)が搭載され、他の装甲無線車同様、後にフレームアンテナはシュテルン（星型）アンテナに換装されている。他、車体後部右側に長距離通信用9mウインチマスト式アンテナを搭載していた。装備本車は偵察大隊本部中隊や師団本部通信小隊、軍司令部、軍団司令部に配備された。